# Hajdu Mihály (nagykun kapitány)
Hajdu Mihály (Túrkeve, 1790. január 9.–Túrkeve, 1872. december 21.)
1848. június 23. és 1849. szeptembere között nagykun kapitány volt.

## Családja
Hajdu Mihály Túrkeve és a Nagykunság történetében fontos szerepet játszó nemesi családból származott. Apja Hajdu Ferenc öccse Hajdu Imre és fia Hajdu Ignác.

## Élete
Tanulmányait a Debreceni Református Kollégiumban végzi ahol jogi végzettséget szerzett. Ezt követően ügyvédi tevékenységet folytat, de részt vett a Nagykun kerület közéletében is. 1832-ben a Nagykun kerület közgyűlésén Nagykun kerületi katonai biztosnak választották. Ezt a hivatalt egészen 1843-ig megtartotta. 1843-ban a Nagykunkerület esküdtévé választották és ezt a hivatalt töltötte be 1848. június 23-ig. Ekkor választották a Nagykun Kapitánnyá. 
Világi hivatala mellett 1848-tól a Református egyház Heves-nagykunsági egyházmegyéjének egyházmegyei ülnöke. 1859-ben mint világi ülnök és ügyvéd, két református lelkésszel együtt, Ő fogalmazta meg a a Heves-nagykunsági református egyházmegye gyámintézeti alapszabályát. Élete folyamán többször támogatta kisebb nagyobb adományokkal a Magyar Tudományos akadémiát is.   

## Nagykun kapitánnyá választása
1848-as forradalom hírei csak március 21-én érték el a Nagykunságot. Szluha Imre főkapitány  április 2-án lemondott és április 4-én Jászberényben a Jászkun Kerület rendkívüli közgyűlést hívtak össze. A rendkívüli közgyűlésen a legtöbb tisztségviselőt megbuktatták. 1948 június 18-án  választották meg az új vezérkart. Illéssy Jánost korábbi nagykun kapitányt a Jászkun Kerületek országgyűlési képviselőjévé választották. A szavazás végeredményét 1848. június 23-án hirdették ki. A Nagykun Kerület kapitányává Hajdu Mihályt 139 szavazattal – 14 ellenében  választották meg. A szabadság harc alatti tevékenységéről keveset tudunk. A Jászkun Kerület jegyzőkönyveinek sora 1849. július 28-tól megszakadt. Nánássy János a Jászkun Kerület levéltárnoka 1851-ben levelében tudatta, „a forradalmi kormány leiratai Hegedűs Zsigmond császári-királyi alkapitánynak átadattak, a jegyzőkönyvből pedig a botrányos tételek a jegyzőkönyv tisztázásakor töröltettek.” A világosi fegyverletételt követő Hajdu Mihálynak le kellett mondania.A továbbiakban visszavonultan élt nem vett rész a közéletben.